# Jane Smiley

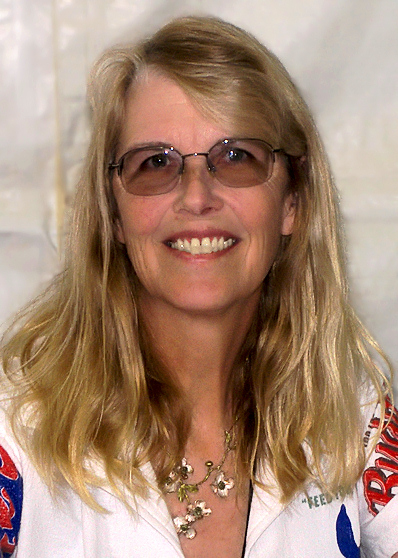
Jane Smiley 2009

Jane Smiley (* 26. September 1949 in Los Angeles) ist eine US-amerikanische Autorin und Pulitzer-Preis-Trägerin.

## Leben
Smiley wurde in Los Angeles geboren und wuchs in einer Vorstadt von St. Louis, Missouri auf, wo sie bis zum Abschluss der High School lebte. Im Jahr 1971 zog sie für ein Jahr nach Europa und arbeitete dort als Archäologin und Touristenführerin. Danach studierte sie am Vassar College und der University of Iowa unter anderem skandinavische Sprachen und Volkskunde.
Für ihren Roman Tausend Morgen, der auf Shakespeares König Lear basiert und auf einer Ranch in Iowa spielt, erhielt sie 1992 den Pulitzer-Preis für Belletristik. Der Roman wurde zudem 1997 unter der Regie von Jocelyn Moorhouse verfilmt. Auch ihre 1987 erschienene Novelle The Age of Grief wurde verfilmt und kam 2002 unter dem Titel The Secret Lives of Dentists in die Kinos. Im Jahr 1994 wurde Smiley in die American Academy of Arts and Sciences und 2001 in die American Academy of Arts and Letters gewählt.
Sie war dreimal verheiratet und hat zwei Töchter und einen Sohn.

## Werke

### Romane
Smiley schrieb bisher über Politik, Landwirtschaft, Pferdedressur, Kindererziehung, Literatur, historische Themen, die Barbiepuppe, Heirat und vieles mehr, was das Time Magazine zu der Frage bewegte, was Jane Smiley denn nicht könne.
- Barn Blind (1980)
- At Paradise Gate (1981)
- Duplicate Keys (1984)
- The Greenlanders (1988, dt. Die Grönland-Saga, übersetzt von Karin Rausch, Frankfurt 1990), beschreibt den Niedergang der grönländischen Siedlung der Wikinger ungefähr in den Jahren 1345 bis 1415
- A Thousand Acres (1991, dt. Tausend Morgen 1992)
- Moo (1995, dt. Moo)
- The All-True Travels and Adventures of Lidie Newton (1998, dt. Lidie Newton oder ein abenteuerliches Frauenleben 1999), spielt im Kontext des Kansas-Nebraska Act von 1854 und den daraus folgenden Konflikten
- Horse Heaven (2000, dt. Feuerpferd, 2002), ein umfangreicher Roman aus der Welt der Pferderennen mit einer Vielzahl von Akteuren
- Good Faith (2003)
- Ten Days in the Hills (2007)
- Private Life (2010)
- Some Luck (2014)
- Early Warning (2015)
- Golden Age (2015)
- Perestroika in Paris (2020)

### Weitere Werke (Auswahl)
- The Age of Grief (1987, dt. In den Jahren der Trauer 1988) – Novelle
- Ordinary Love and Good Will (1989, dt. Gewöhnliche Liebe und Guter Wille 1995) – Novellen
- Charles Dickens (2003, dt. Charles Dickens. Biografische Passionen 2003), eine Biographie des Autors Charles Dickens
- The Man Who Invented the Computer. The Biography of John Atanasoff, Digital Pioneer (2010) – Biografie von John Atanasoff
- Riding Lessons (2018) – Jugendbuch
- Saddles and Secrets (2019) – Jugendbuch